# Pat Meehan

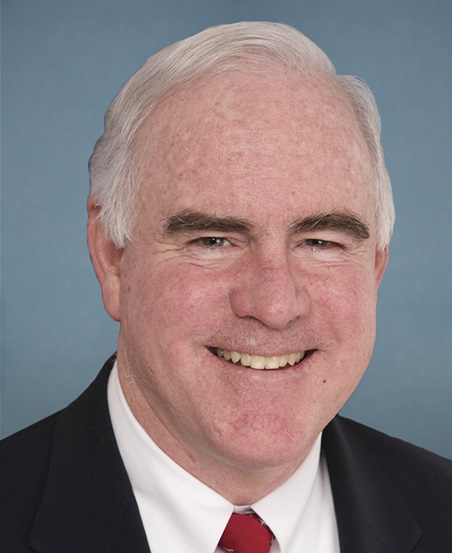
Pat Meehan (2011)

Patrick Leo „Pat“ Meehan (* 20. Oktober 1955 in Cheltenham, Montgomery County, Pennsylvania) ist ein US-amerikanischer Jurist und Politiker der Republikanischen Partei. Von Januar 2011 bis April 2018 vertrat er den Bundesstaat Pennsylvania im US-Repräsentantenhaus.

## Familie, Ausbildung und Beruf
Pat Meehan besuchte bis 1974 die Chestnut Hill Academy in Philadelphia und studierte danach bis 1978 am Bowdoin College in Brunswick (Maine). Nach einem anschließenden Jurastudium an der Temple Law School in Philadelphia wurde er 1986 als Rechtsanwalt zugelassen und begann als solcher zu arbeiten. Zwischen 1996 und 2001 war er Bezirksstaatsanwalt im Delaware County; von 2001 bis 2008 fungierte er als Bundesstaatsanwalt für den östlichen Teil von Pennsylvania. In den Jahren 1991 und 1994 gehörte er zum Stab des damaligen republikanischen US-Senators Arlen Specter.
Pat Meehan ist verheiratet und Vater von drei Söhnen. Privat lebt die Familie in Drexel Hill.

## Politische Laufbahn
Bei der Wahl 2010 wurde Meehan im siebten Kongresswahlbezirk Pennsylvanias in das US-Repräsentantenhaus in Washington, D.C. gewählt, wo er am 3. Januar 2011 die Nachfolge des Demokraten Joe Sestak antrat. Im Kongress war er Mitglied im Ausschuss für Innere Sicherheit, im Committee on Oversight and Government Reform und im Verkehrsausschuss sowie in insgesamt sieben Unterausschüssen. Als Mitglied des Ethik-Ausschusses war er unter anderem zuständig für Vorwürfe gegen Abgeordnete wegen sexueller Belästigung.
Zuletzt 2016 wiedergewählt, wäre sein Mandat regulär bis zum 3. Januar 2019 gelaufen. Im Januar 2018 wurden Vorwürfe gegen Meehan öffentlich, dass er eine jüngere Mitarbeiterin sexuell belästigt habe. Er erklärte, er habe sich ihr gegenüber als Seelenverwandter bezeichnet, aber keine Liebesbeziehung gesucht. Er sei, so die New York Times, ihr gegenüber feindselig geworden, als sie eine Beziehung zu einem anderen Mann angefangen habe; sie habe sich traumatisiert gefühlt. Meehan erklärte daraufhin, bei der Wahl 2018 nicht wieder anzutreten. Am 27. April 2018 gab er bekannt, mit sofortiger Wirkung von seinem Mandat zurückzutreten. Er erklärte zudem, 39.000 Dollar privat zurückzuzahlen, die er von seinem Bürokonto genommen und benutzt hatte, um einen Rechtsstreit wegen des Missbrauchsvorwurf beizulegen. Die Nachwahl für die Restlaufzeit von Meehans Kongressmandat findet zeitgleich mit der allgemeinen Wahl im November 2018 statt, bei der Meehans Nachfolge ab dem 3. Januar 2019 in veränderten Wahlbezirksgrenzen bestimmt wird. Dort wurde die Demokratin Mary Gay Scanlon zu Meehans Nachfolgerin gewählt.